# Isla Salango
Isla Salango är en ö i Ecuador.   Den ligger i provinsen Manabí, i den västra delen av landet, 300 km sydväst om huvudstaden Quito. Arean är 1,0 kvadratkilometer.
Terrängen på Isla Salango är platt. Öns högsta punkt är 104 meter över havet. Den sträcker sig 1,2 kilometer i nord-sydlig riktning, och 1,3 kilometer i öst-västlig riktning.